# Grandi Stazioni
Grandi Stazioni S.p.A. è un'impresa pubblica nata nel 1998 con lo scopo di riqualificare e gestire, anche commercialmente, le 14 maggiori stazioni ferroviarie italiane. Divisa nel settembre 2015 dalle Ferrovie dello Stato Italiane (FS) in tre società (GS Retail, GS Rail, GS Immobiliare); dal giugno 2016 la Retail è controllata al 100% dalla cordata italo-francese Antin-Borletti-Icamap.
La concessione durerà sino al 2040. La Rail e l'Immobiliare restano sotto il controllo di FS.

## Storia
Preceduta nel 2015 dalla privatizzazione dei 465 negozi di Grandi Stazioni, la società GS Retail è acquisita nel giugno 2016 all'asta per 953 milioni di euro (comprensivi di 193 milioni di debiti) dalla cordata formata dal fondo infrastrutturale francese Antin, dall'imprenditore italiano Maurizio Borletti (con l'11% del capitale) e dal gestore di fondi immobiliari Icamap. La cordata batte tre concorrenti: l'asse Altarea-APG Predica (806 milioni), il fondo USA Lone Star (800 milioni) e Deutsche Asset Management (744,5 milioni).
Dal febbraio 2017, l'amministratore delegato di GS Retail è Alberto Baldan, con alle spalle dieci anni di responsabile di Rinascente. Il piano, basato sul modello testato con il format "Mercato centrale" a Firenze e Roma, è di partire dalla riqualificazione degli spazi circostanti la stazione.

## Stazioni
La stazione di Roma Termini è stata il progetto pilota del programma Grandi Stazioni.
Le stazioni gestite dal gruppo sono:
- Bari Centrale;
- Bologna Centrale;
- Firenze Santa Maria Novella;
- Genova Brignole;
- Genova Piazza Principe;
- Milano Centrale;
- Napoli Centrale;
- Palermo Centrale;
- Roma Termini;
- Roma Tiburtina;
- Torino Porta Nuova;
- Venezia Mestre;
- Venezia Santa Lucia;
- Verona Porta Nuova.

A queste si aggiunge la realizzanda Stazione di Firenze Belfiore, dedicate al sistema dell'alta velocità. Grandi Stazioni lavora anche oltre i confini italiani: nel dicembre 2003, infatti, l'azienda ha ufficializzato il proprio incarico nella Repubblica Ceca per la riqualificazione e gestione di tre importanti scali ferroviari: Praga Centrale, Karlovy Vary e Mariánské Lázně.

## Struttura e azionisti
Nel settembre 2015 Ferrovie dello Stato decide di dividere gli scali di Grandi Stazioni S.p.A. in tre società: GS Retail (spazi commerciali, deposito bagagli, servizi igienici) che va all'asta; GS Rail (le infrastrutture), che resta a FS; GS Immobiliare, proprietaria degli immobili e che resta sotto il controllo di FS.

### Grandi Stazioni Retail
Prima di essere ceduta alla cordata italo-francese Antin-Borletti-Icamap, Grandi Stazioni S.p.A. era controllata al 60% da Ferrovie dello Stato e al 40% da Eurostazioni S.p.A.
Il 6 agosto 2024 l'intero pacchetto azionario della società viene venduto ad un fondo di investimento infrastrutturale gestito da Dws Group e Omers Infrastructure. Entro la fine del 2024 avverrà il completamento dell'operazione.

### Grandi Stazioni Rail
La società Grandi Stazioni Rail è controllata al 100% da Ferrovie dello Stato. Gestisce le aree ed i sistemi ferroviari delle grandi stazioni italiane.

### Grandi Stazioni Immobiliare
Controllata da Ferrovie dello Stato al 60% e da Eurostazioni al 40%, è proprietaria e valorizza le proprietà immobiliari delle grandi stazioni italiane.

## Partecipazioni
Grandi Stazioni S.p.A. detiene partecipazioni in diverse società:
- Grandi Stazioni Česká Republika s.r.o.: riqualificazione di Praga Centrale, Mariánské Lázně e Karlovy Vary
- Grandi Stazioni Ingegneria S.r.l.: servizi di ingegneria, studi di fattibilità, coordinamento lavori, ecc.

Partecipazioni dismesse:
- Grandi Stazioni Pubblicità S.r.l. in liquidazione, sciolta nel marzo 2009: valorizzazione del mercato pubblicitario
- Network Italia Edicole S.r.l. (già Grandi Stazioni Edicole S.r.l.), ceduta nel 2009 a Dufry Italia S.r.l. per 12 milioni di euro: gestione diretta e creazione di una rete di edicole

## Dati economici e finanziari
GrandiStazioni S.p.A. ha avuto ricavi operativi nel 2008 per 180,47 milioni di euro, EBIT di 27,23 milioni, utili per 15,02 milioni, partecipazioni per 4,07 milioni che hanno fruttato 2,59 milioni di dividendi, posizione finanziaria netta di 139,64 milioni, debiti per 311,56 milioni, 92,86 milioni di patrimonio netto, 227 dipendenti.
Nel 2009 la società ha avuto ricavi operativi per 183,75 milioni, di cui:
- 80,4 milioni da locazioni immobiliari
- 64,3 milioni dal rimborso di oneri condominiali
- 14,6 milioni dalla pubblicità nelle stazioni gestite
- 3,8 milioni dal servizio di deposito bagagli
- 3,4 milioni da servizi igienici a pagamento
- 0,7 milioni da parcheggi a pagamento

Ebitda di 42,08 milioni, Ebit di 26,55 milioni, utili per 37,45 milioni.
Sempre nel 2009, la società stava effettuando interventi per un valore totale di 541,2 milioni di euro, di cui 240,6 milioni già investiti. Aveva 235 dipendenti, deteneva immobili e terreni per un valore di 52,92 milioni di euro e aveva debiti per 346,25 milioni.

## Galleria d'immagini
Immagini delle 14 maggiori stazioni ferroviarie italiane:

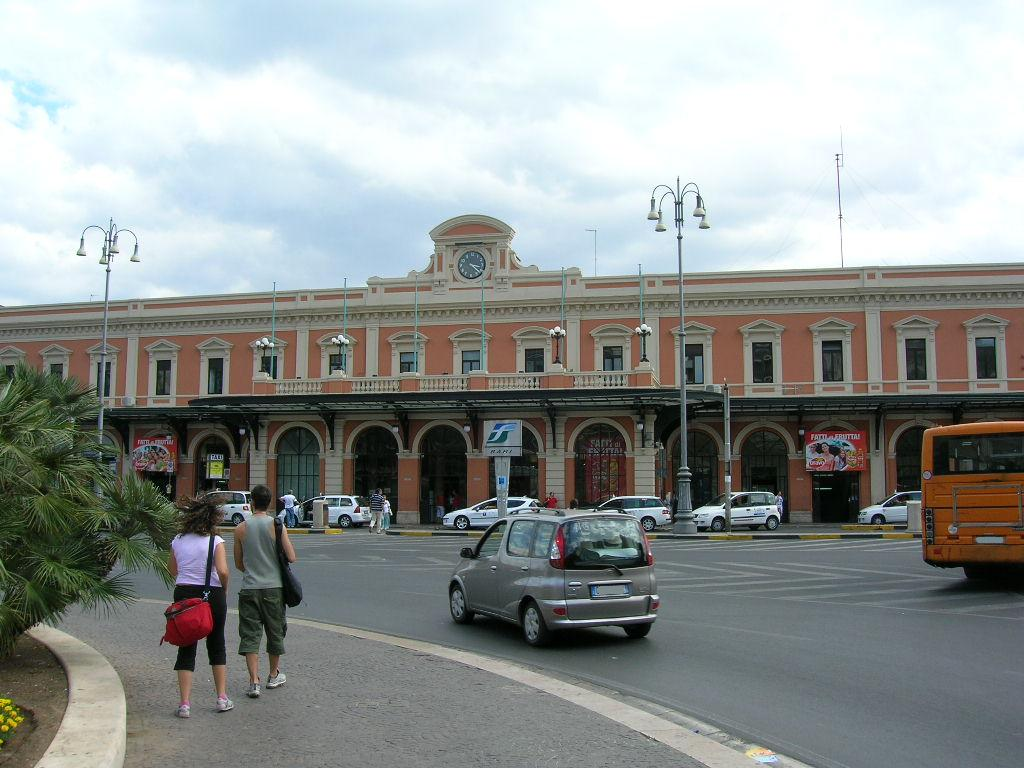
Stazione di Bari Centrale
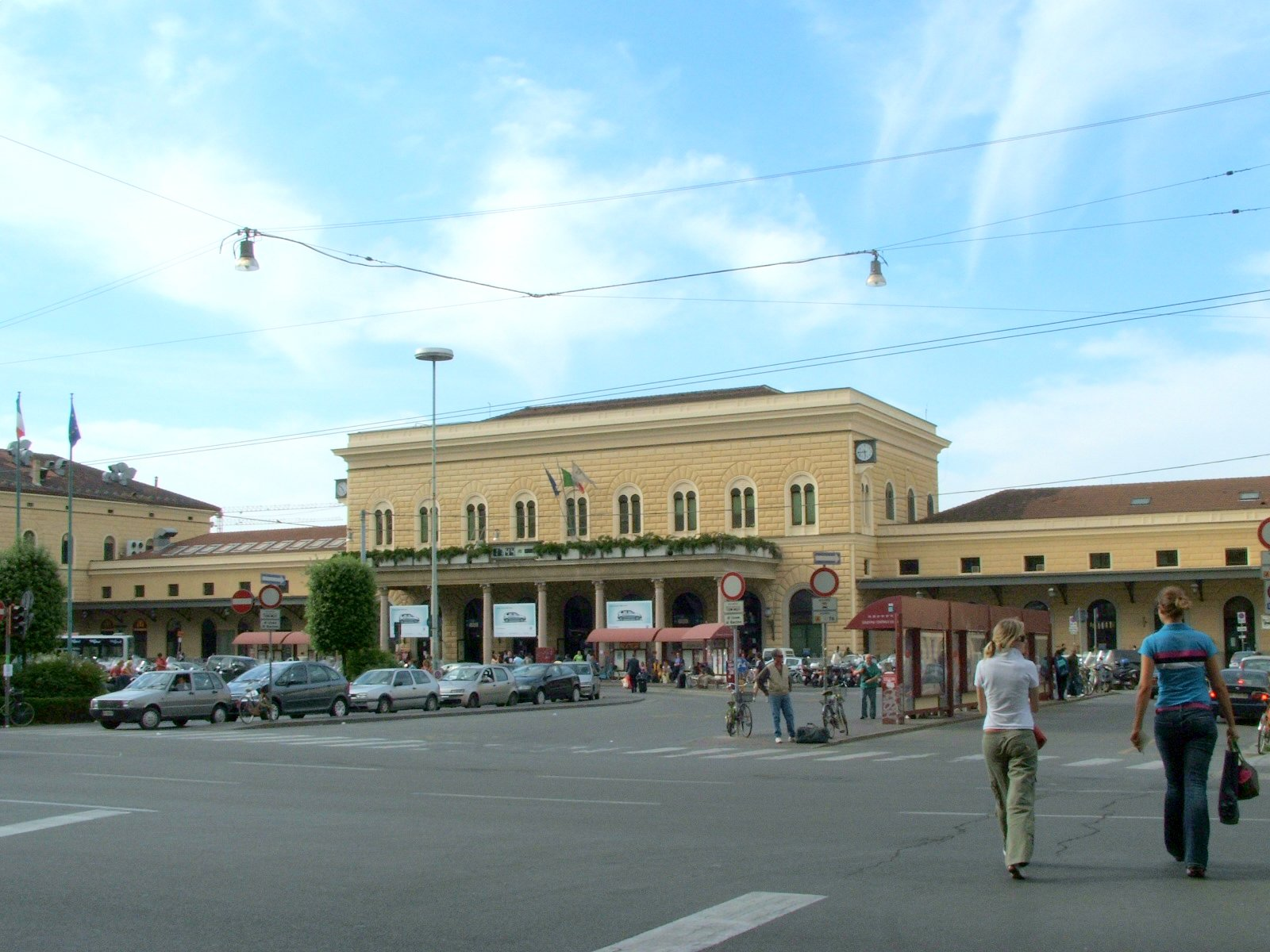
Stazione di Bologna Centrale
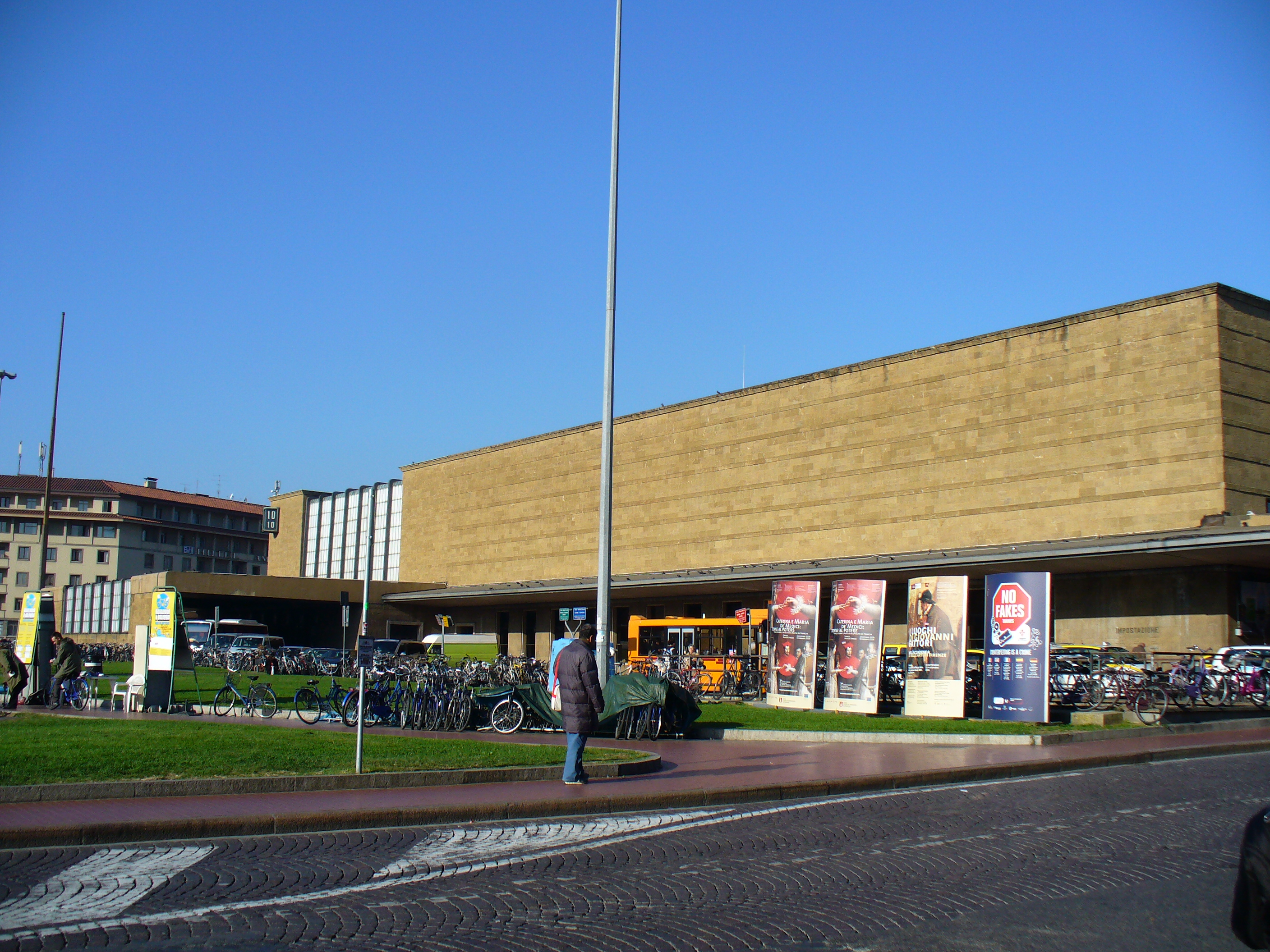
Stazione di Firenze Santa Maria Novella
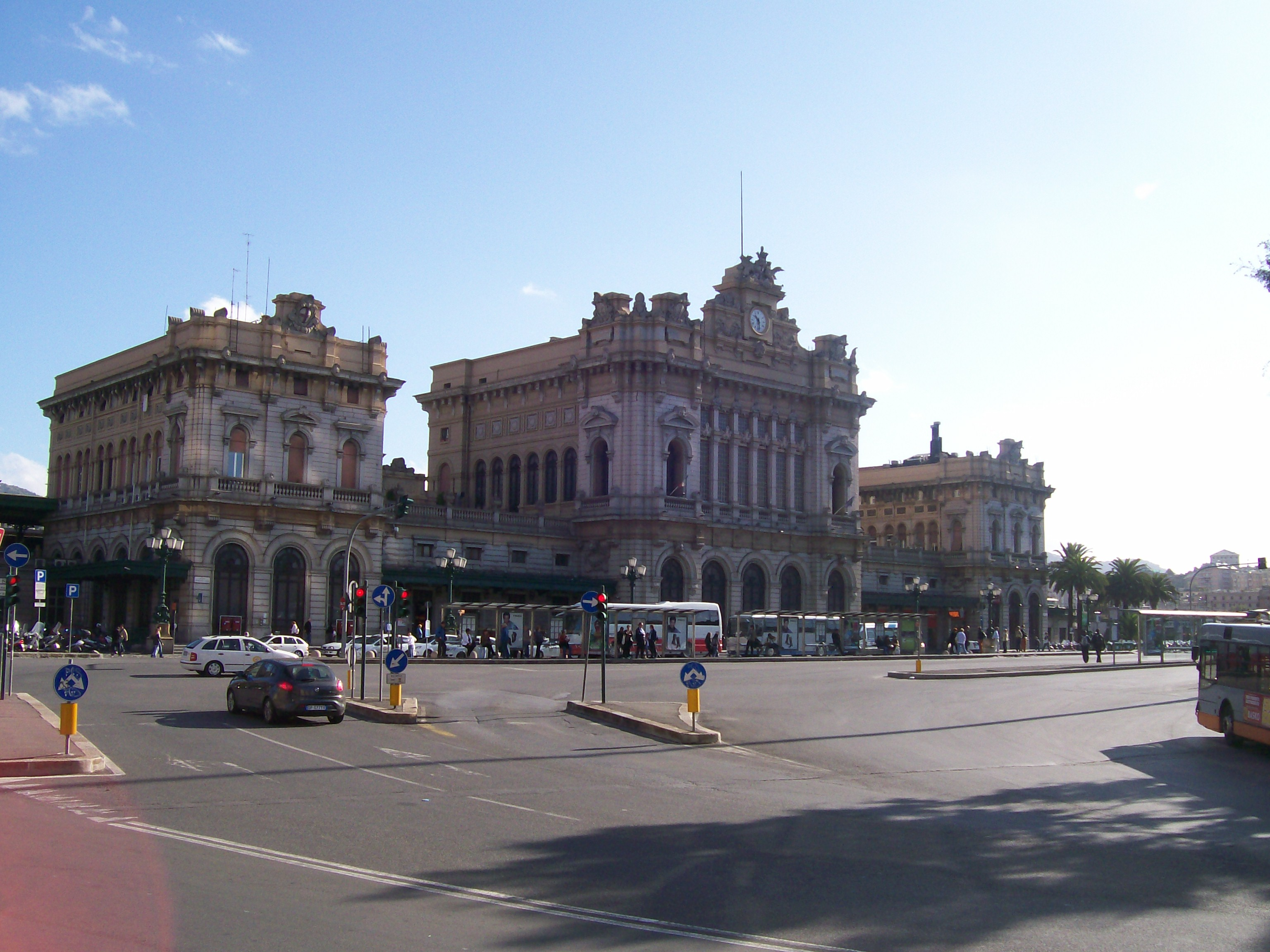
Stazione di Genova Brignole
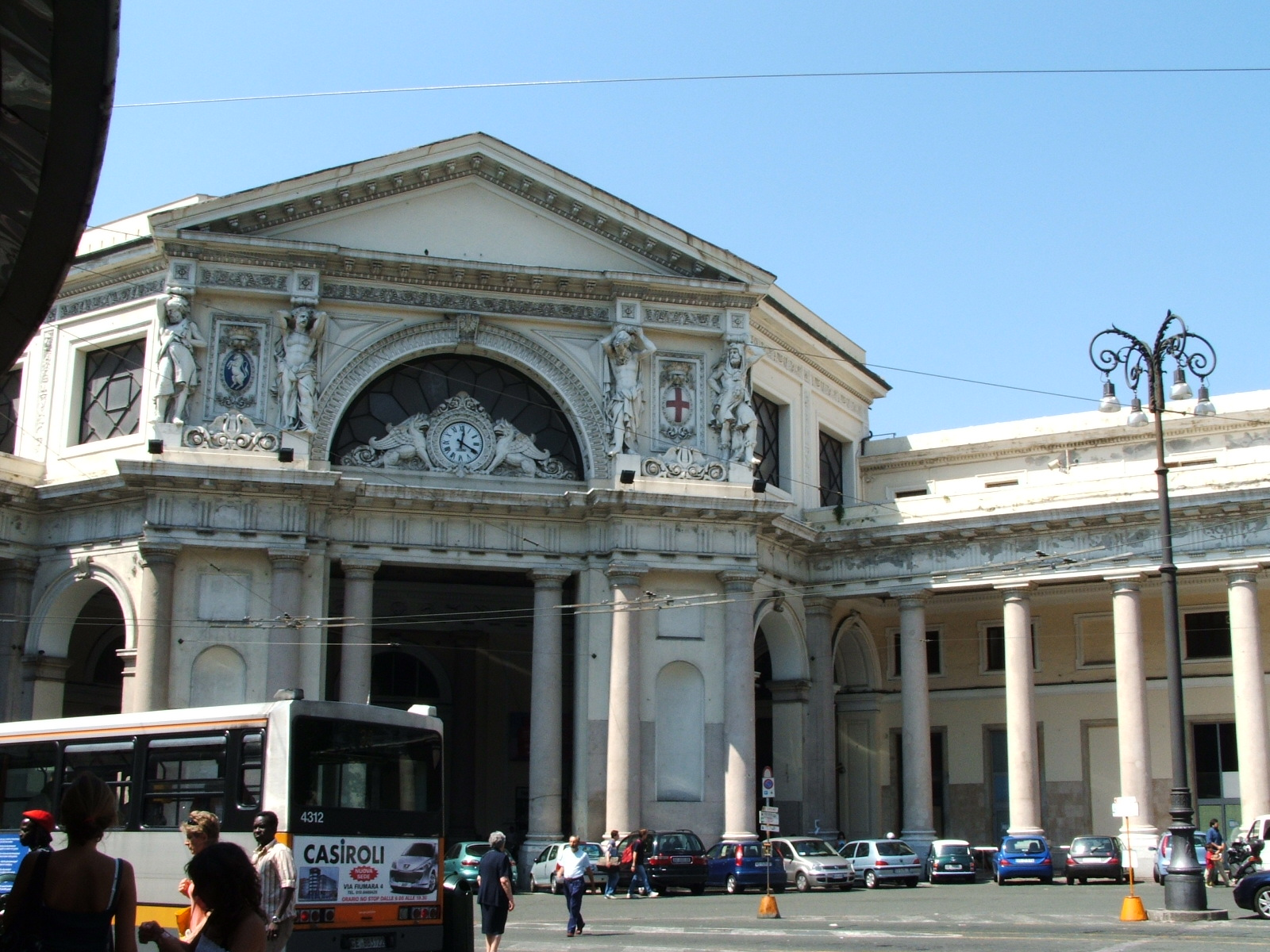
Stazione di Genova Piazza Principe
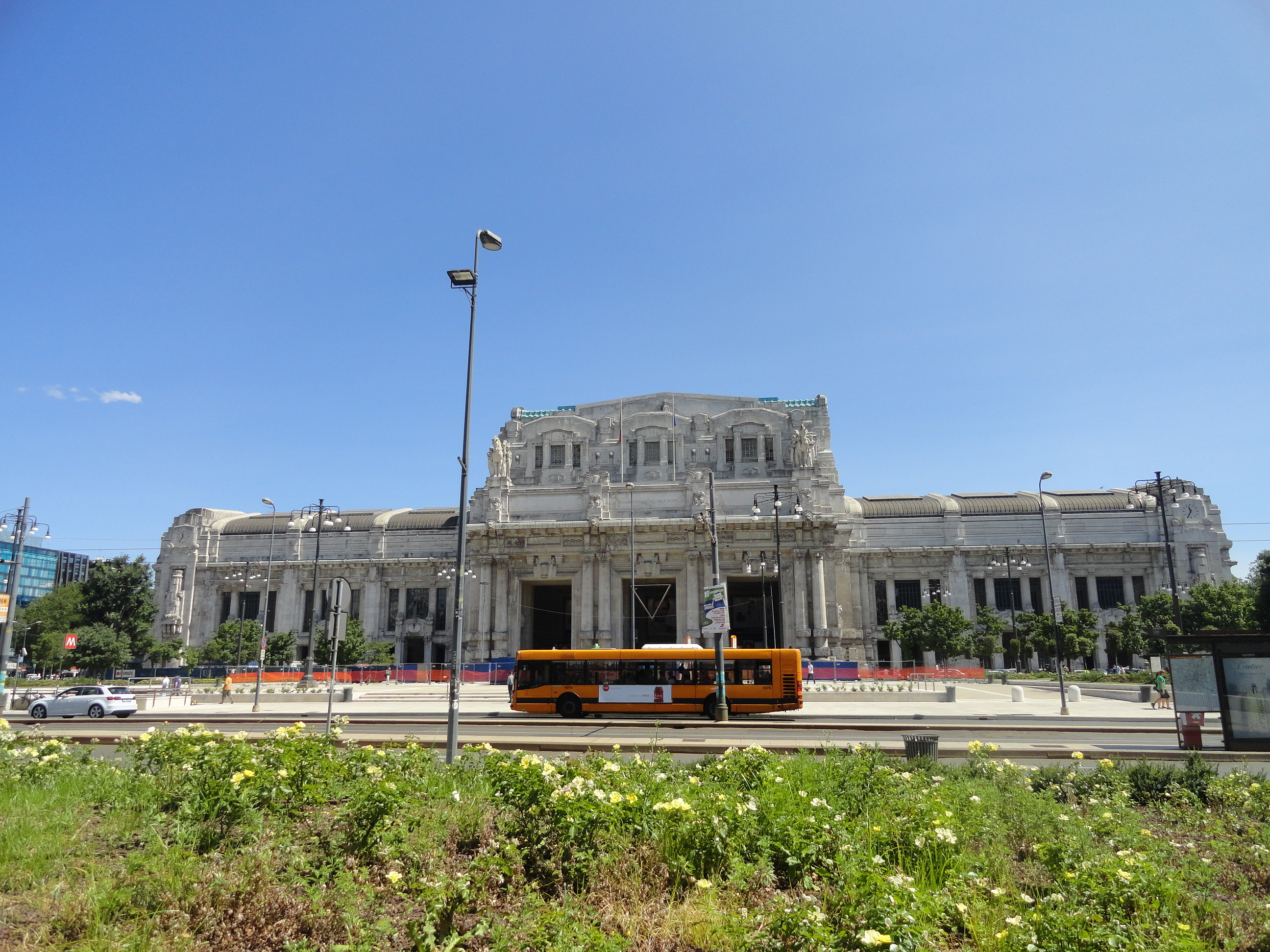
Stazione di Milano Centrale
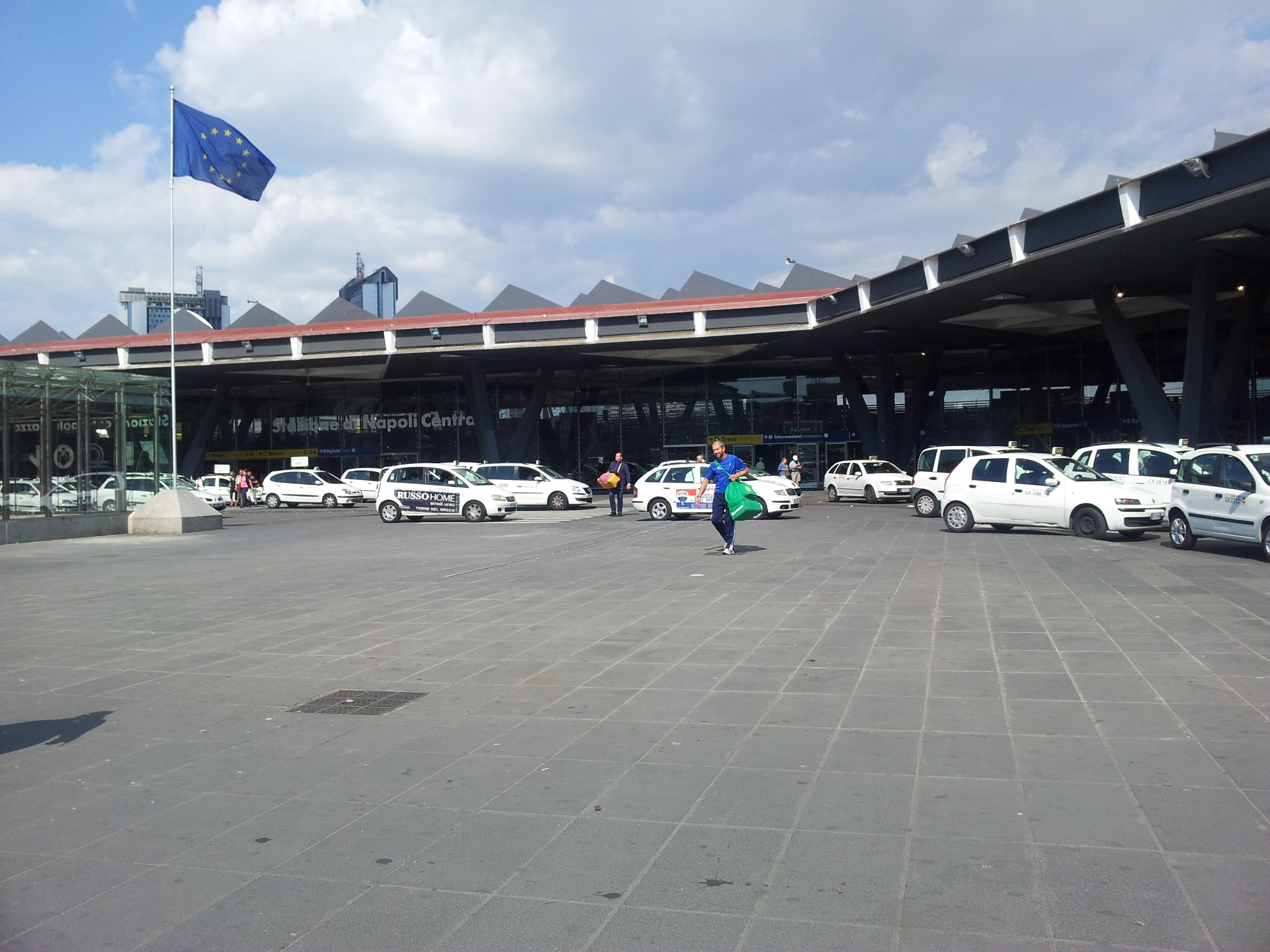
Stazione di Napoli Centrale
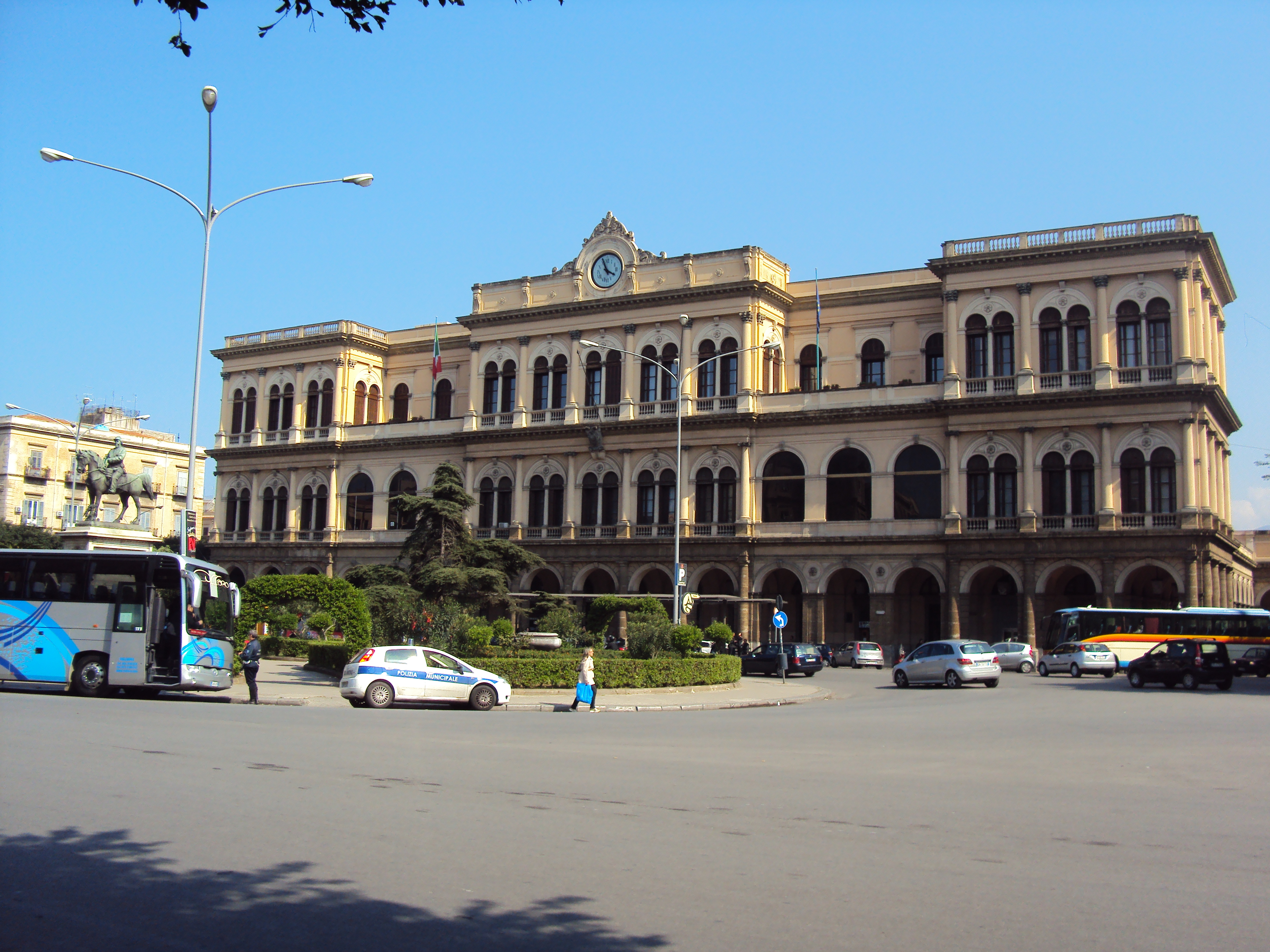
Stazione di Palermo Centrale
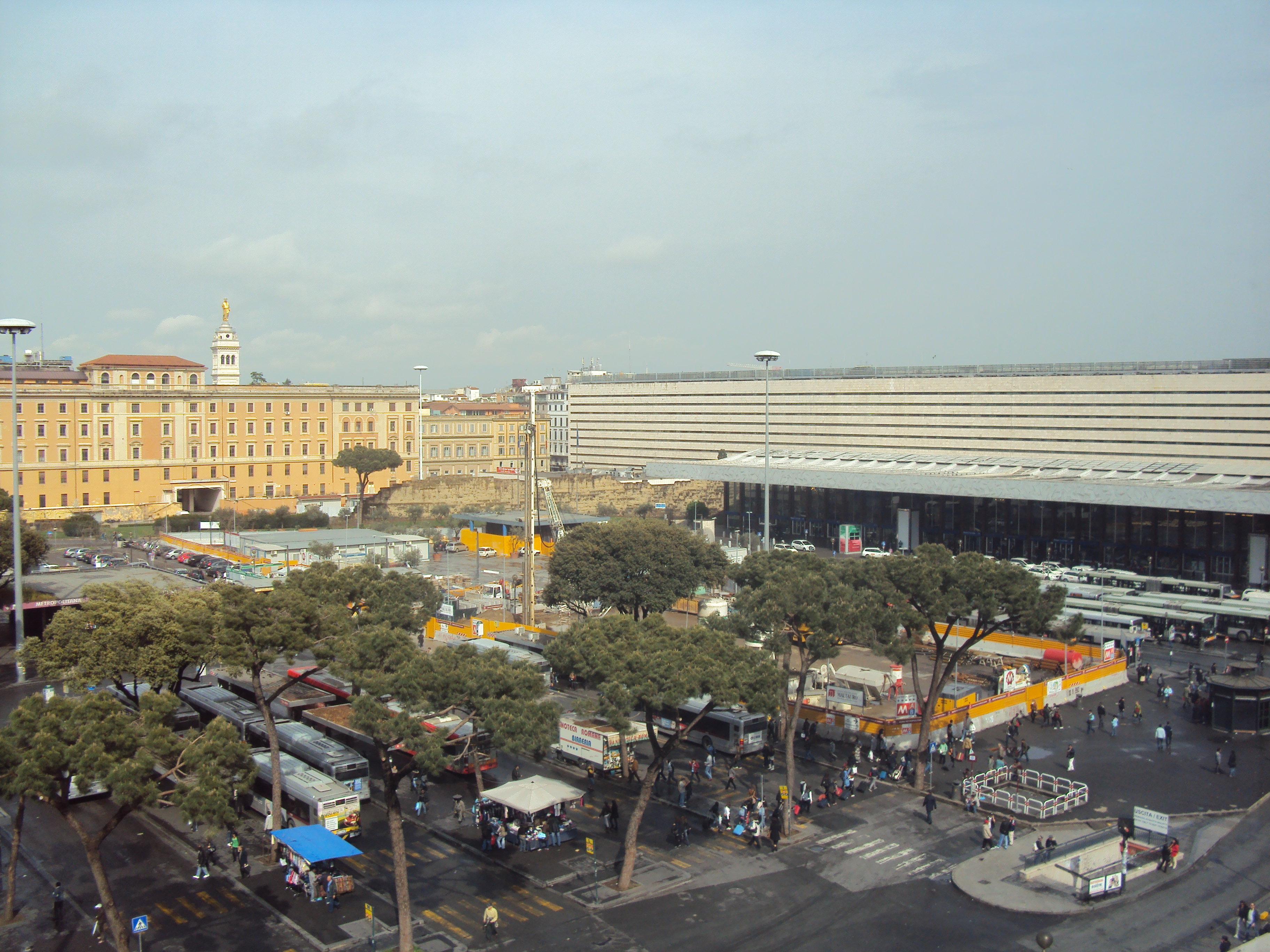
Stazione di Roma Termini
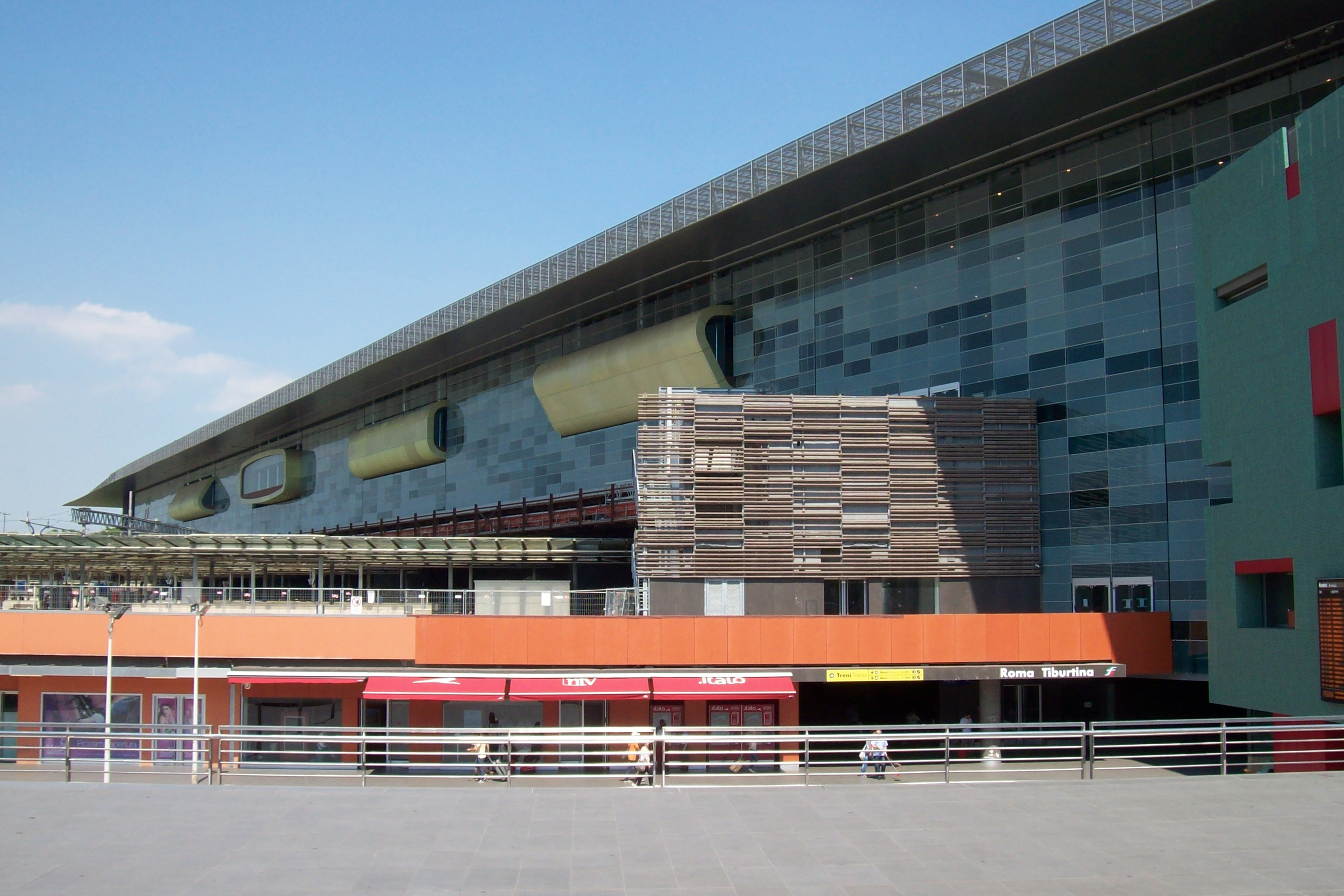
Stazione di Roma Tiburtina
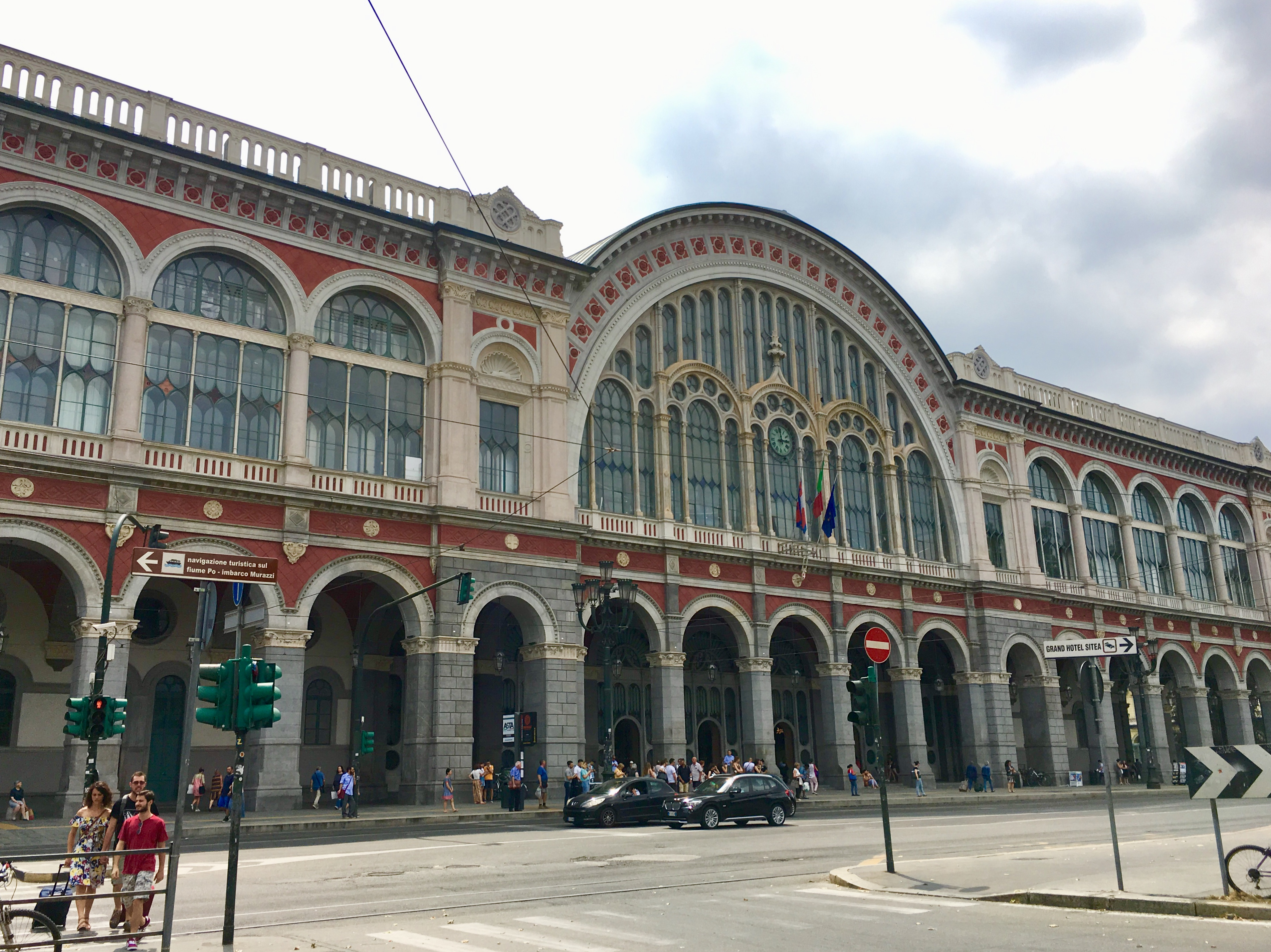
Stazione di Torino Porta Nuova
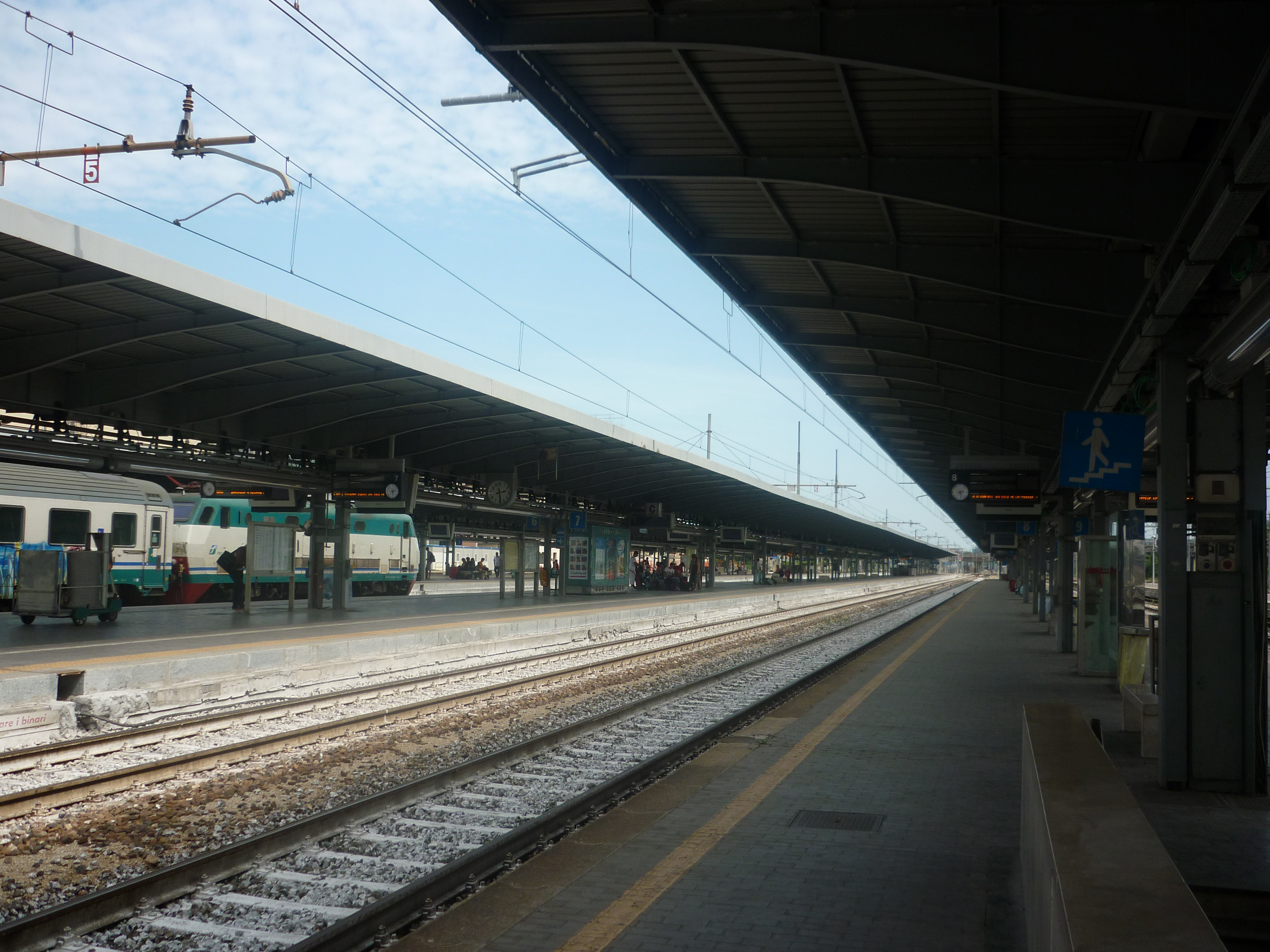
Stazione di Venezia Mestre
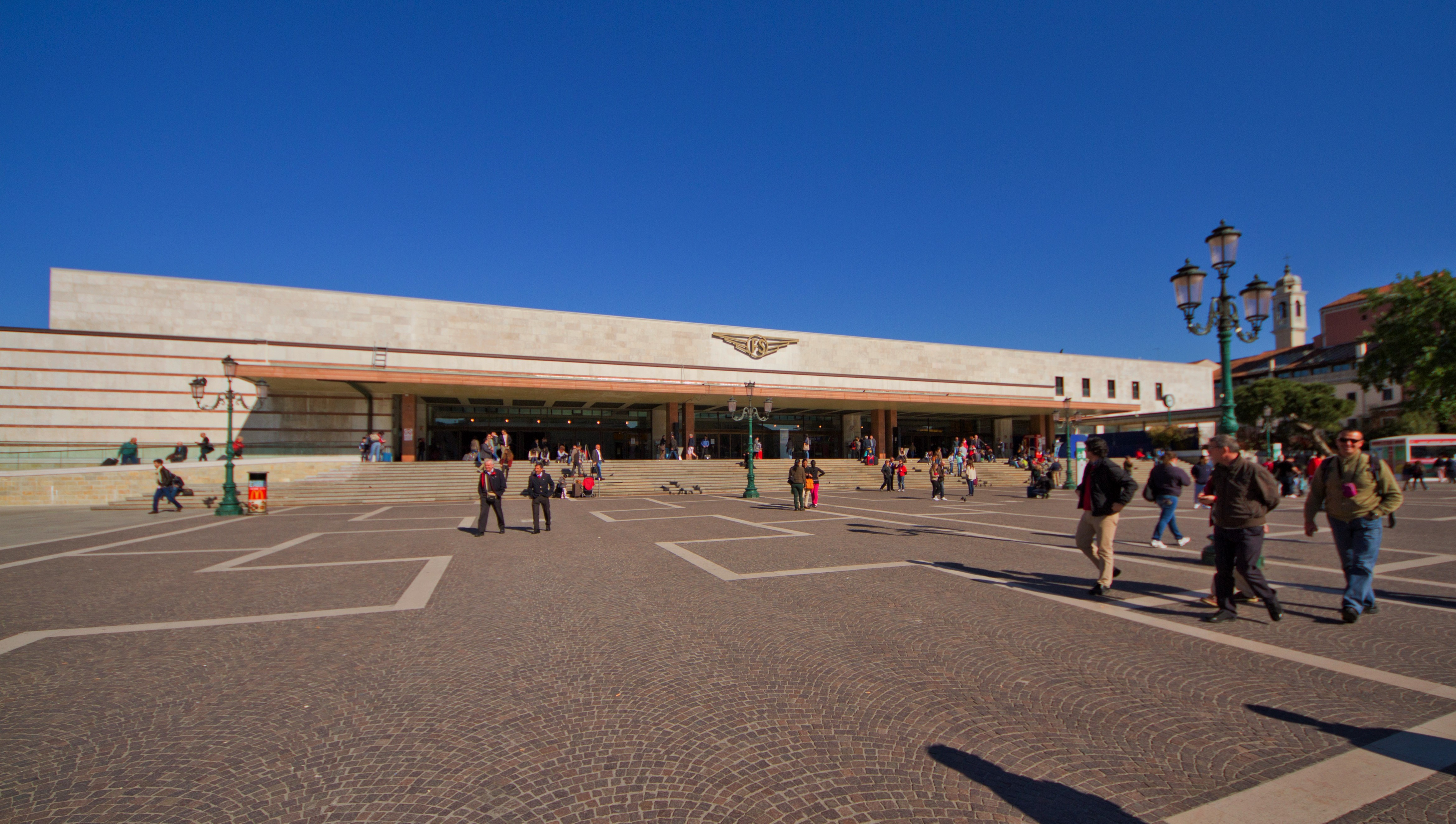
Stazione di Venezia Santa Lucia
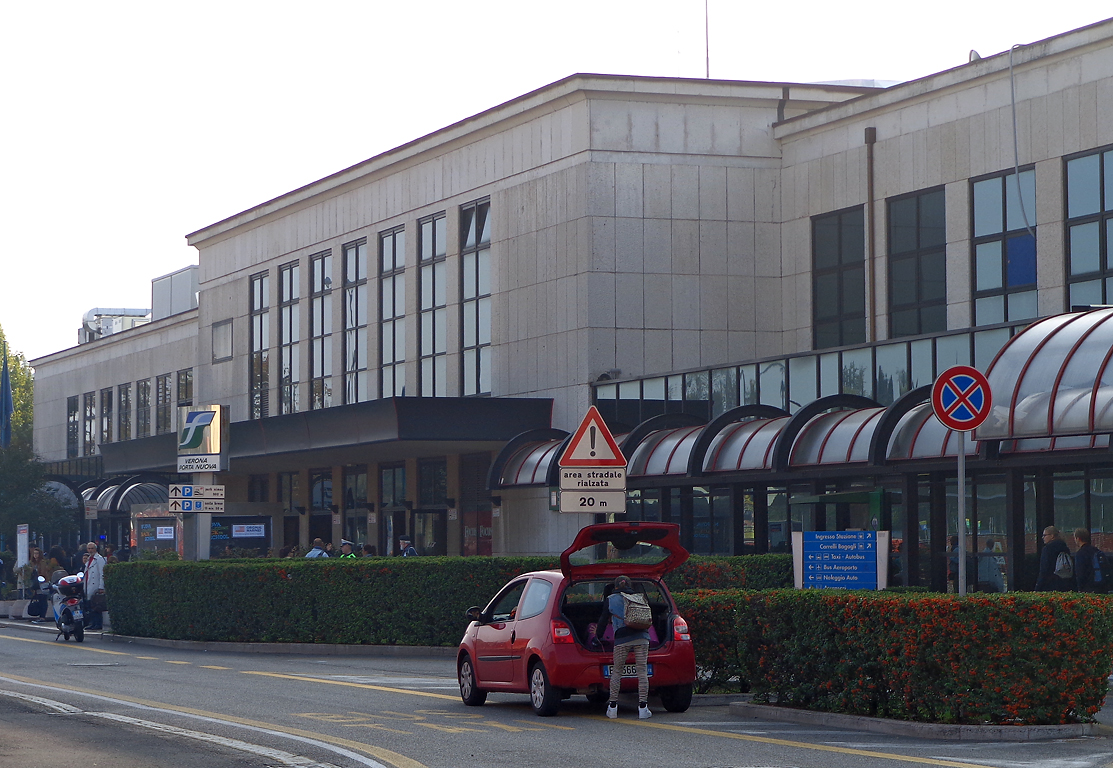
Stazione di Verona Porta Nuova